# مسابقات جهانی ژیمناستیک هنری ۱۹۷۸
مسابقات جهانی ژیمناستیک هنری ۱۹۷۸ نوزدهمین دوره مسابقات جهانی ژیمناستیک هنری است که در استراسبورگ، فرانسه از ۲۳ تا ۲۹ اکتبر ۱۹۷۸ میلادی برگزار شده است.

## جدول مدال‌ها
| رتبه | کشور                | طلا | نقره | برنز | مجموع |
| ۱    | اتحاد جماهیر شوروی  | ۷   | ۷    | ۴    | ۱۸    |
| ۲    | ژاپن                | ۴   | ۳    | ۰    | ۷     |
| ۳    | ایالات متحده آمریکا | ۲   | ۰    | ۱    | ۳     |
| ۴    | رومانی              | ۱   | ۲    | ۴    | ۷     |
| ۵    | مجارستان            | ۱   | ۰    | ۰    | ۱     |
| ۶    | آلمان غربی          | ۰   | ۲    | ۰    | ۲     |
| ۷    | آلمان شرقی          | ۰   | ۰    | ۴    | ۴     |
| ۸    | بلغارستان           | ۰   | ۰    | ۲    | ۲     |